# Nicolas de Béguelin
Pour les articles homonymes, voir Béguelin.
Nicolas de Béguelin, né à Courtelary, près de Bienne le 25 juin 1714, mort à Berlin le 3 février 1789, est un physicien suisse.
Il étudia sous Jean Bernoulli, fut professeur au collège de Joachimsthal, puis sous-précepteur de Frédéric-Guillaume II de Prusse, qui fut roi de Prusse, et devint membre, puis directeur de l'Académie de Berlin. 
Il a donné :
- des mémoires sur des questions de physique et de philosophie ;
- un poème de Wilhemine ou la Révolution de Hollande, Berlin, 1787.